# اوسورکن ارشد

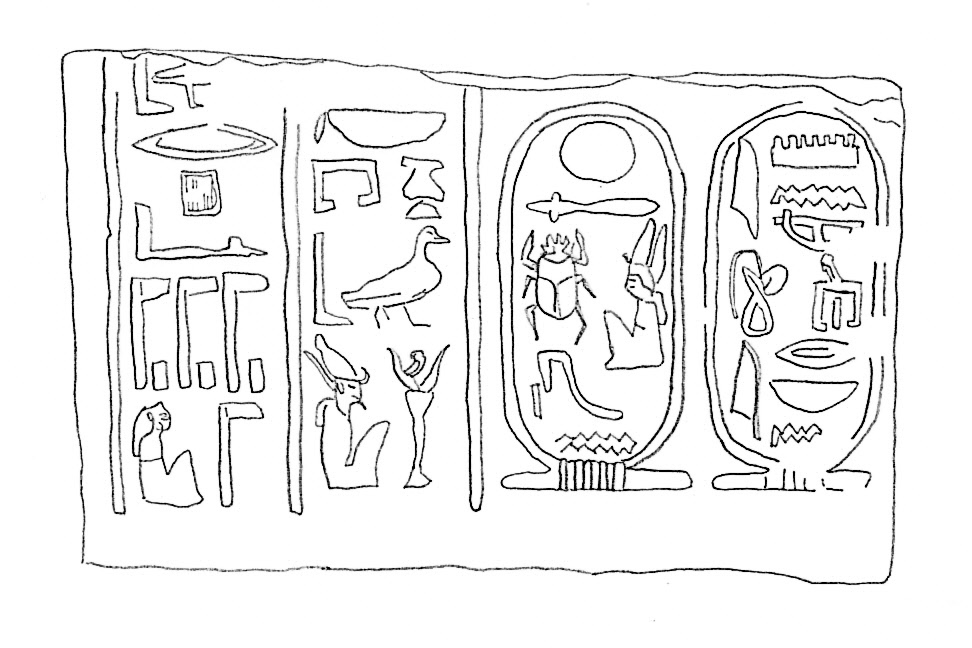
نقش برجسته منسوب به اوسورکن ارشد

اوسورکن ارشد با نام اصلی وسرکن مری‌آمون (مصری باستان: wsr.kn mrỉ-ỉmn) و با نام شاهی «آخِپِررع سِتِپِن‌رَع اوسُرکُن» پنجمین شاه دودمان بیست و یکم مصر باستان و نخستین فرعونی بود که لیبی را به تصرف مصر درآورد.
وجود این فرعون مدت‌ها توسط بعضی مصرشناسان مورد تردید قرار گرفته بود، تا آنکه در ۱۹۶۳ اریک یانگ نشان داد که در یادداشت‌های کاهنی از معبد کارناک با نام نِسپانِفِرهور که تاریخ روز بیستم نخستین ماه فصل شِمو از سال دوم پادشاهی آخپِررع ستپن‌رع را بر خود دارد، نام این پادشاه کمتر شناخته شده آمده است. با این حال این نگره از سوی بعضی دیگر باستان‌شناسان پذیرفته نشد و از آن جمله ژان یویوت در سال ۱۹۷۷ نشان داد که شاهی لیبیایی به نام اوسورکون، پسر «شه‌شونک» رئیس اعظم قبیله مِشوِش و همسرش بانو مِهِته‌نوسِخت که از او در بعضی منابع تاریخی به صراحت با نام مادر شاه یاد برده شده، است. از آنجا که هیچ فرعون دیگری با نام اوسورکن مادری با نام مِهِته‌نوسِخت نداشته است، امروزه باور بر این است که اوسورکن ارشد همان اوسوشور در نوشته‌های مان‌تو است.

## یادداشت
1. ↑  Akheperre Setepenre Osorkon
2. ↑  Nespanéferhor
3. ↑  Méhetenousékhet